# Шестиполье
Шестиполье (укр. Шестипілля) — село,
Широчанский сельский совет,
Солонянский район,
Днепропетровская область,
Украина.
Код КОАТУУ — 1225088404. Население по переписи 2001 года составляло 164 человека .

## Географическое положение
Село Шестиполье находится в 2-х км от правого берега реки Тритузная,
на расстоянии в 2 км расположено село Тритузное, в 4-х км — село Широкое.
По селу протекает пересыхающий ручей с запрудой.